# Bandeira de Iucatã
A Bandeira de Iucatã é um dos símbolos oficiais do estado de Iucatã, uma subdivisão do México.

## Desenho e simbolismo

### Descrição
Seu desenho consiste em duas barras vermelhas e uma branca de proporção largura-comprimento de 4:7 dividido em um campo verde com cinco estrelas brancas.

### Cores
As cores da bandeira têm a sua origem no estandarte do Exército das Três Garantias (1821-1823) de Agustín de Iturbide.
| Esquema de cor       | Verde | Verde       | Branco | Branco      | Vermelho | Vermelho   |
| -------------------- | ----- | ----------- | ------ | ----------- | -------- | ---------- |
| Pantone              |       | 3425c       |        | Safe        |          | 186c       |
| RGB                  |       | 0-104-71    |        | 255-255-255 |          | 206-17-38  |
| CMYK                 |       | 100-0-32-59 |        | 0-0-0-0-0   |          | 0-92-82-19 |
| Tripleto hexadecimal |       | 006847      |        | FFFFFF      |          | CE1126     |

## História

A bandeira iucatecana na actualidade.

Na segunda República de Iucatã surgiu em 1841, quando o mesmo território declarou sua independência da Federação Mexicana lí apareceu a bandeira da República de Iucatã. Esse estado permaneceu independente até 1848, quando voltou à Federação Mexicana de forma permanente. O território inclui os modernos estados mexicanos de Iucatã, Campeche e Quintana Roo. De um modo geral, a República de Iucatã refere-se a Segunda República (1841-1848).